# Gran Premio di superbike di Sugo 1994
Il Gran Premio di Superbike di Sugo 1994 è stata la settima prova su undici del Campionato mondiale Superbike 1994, è stato disputato il 28 agosto sul Circuito di Sugo e ha visto la vittoria di Scott Russell in gara 1, lo stesso pilota si è ripetuto anche in gara 2.

## Risultati

### Gara 1

#### Arrivati al traguardo[3]
| Pos. | Nº | Pilota               | Motocicletta | Tempo     | Griglia | Punti |
| ---- | -- | -------------------- | ------------ | --------- | ------- | ----- |
| 1º   | 1  | Scott Russell        | Kawasaki     | 38:49.703 | 5º      | 20    |
| 2º   | 4  | Fabrizio Pirovano    | Ducati       | +0:03.425 | 4º      | 17    |
| 3º   | 38 | Yasutomo Nagai       | Yamaha       | +0:03.702 | 1º      | 15    |
| 4º   | 2  | Carl Fogarty         | Ducati       | +0:03.800 | 3º      | 13    |
| 5º   | 51 | Wataru Yoshikawa     | Yamaha       | +0:03.966 | 6º      | 11    |
| 6º   | 3  | Aaron Slight         | Honda        | +0:12.906 | 14º     | 10    |
| 7º   | 52 | Takuma Aoki          | Honda        | +0:20.316 | 17º     | 9     |
| 8º   | 35 | Anthony Gobert       | Honda        | +0:20.684 | 11º     | 8     |
| 9º   | 11 | Andreas Meklau       | Ducati       | +0:32.766 | 21º     | 7     |
| 10º  | 23 | Doug Polen           | Honda        | +0:34.706 | 16º     | 6     |
| 11º  | 57 | Akira Yanagawa       | Suzuki       | +0:47.125 | 18º     | 5     |
| 12º  | 6  | Piergiorgio Bontempi | Kawasaki     | +0:54.773 | 19º     | 4     |
| 13º  | 55 | Adrien Morillas      | Kawasaki     | +0:59.817 | 25º     | 3     |
| 14º  | 31 | Alex Vieira          | Honda        | +1:04.341 | 24º     | 2     |
| 15º  | 56 | Ken'Ichiro Iwahashi  | Honda        | +1:06.329 | 23º     | 1     |
| 16º  | 33 | Brian Morrison       | Honda        | +1:08.227 | 26º     |       |
| 17º  | 73 | Tatsuro Arata        | Yamaha       | +1:15.065 | 33º     |       |
| 18º  | 40 | Katsuyoshi Takahashi | Yamaha       | +1:15.136 | 29º     |       |
| 19º  | 53 | Ryuji Tsuruta        | Kawasaki     | +1:16.209 | 31º     |       |
| 20º  | 58 | Tomohiko Kaneyasu    | Honda        | +1:23.521 | 32º     |       |
| 21º  | 62 | Noriyuki Haga        | Ducati       | +1:27.210 | 7º      |       |
| 22º  | 43 | Makoto Suzuki        | Suzuki       | +1:29.945 | 30º     |       |
| 23º  | 8  | Terry Rymer          | Kawasaki     | +1:30.846 | 9º      |       |
| 24º  | 54 | Toshiya Kobayashi    | Honda        | +1:33.068 | 28º     |       |
| 25º  | 63 | Shigemasa Miwa       | Honda        | +1 giro   | 37º     |       |
| 26º  | 71 | Hideki Tanimura      | Yamaha       | +1 giro   | 38º     |       |
| 27º  | 59 | Mauro Moroni         | Kawasaki     | +1 giro   | 40º     |       |
| 28º  | 46 | Hideo Senmyo         | Honda        | +1 giro   | 35º     |       |
| 29º  | 47 | Masato Mogi          | Yamaha       | +1 giro   | 39º     |       |
| 30º  | 39 | Masao Nakata         | Yamaha       | +3 giri   | 36º     |       |

#### Ritirati
| Nº | Pilota             | Motocicletta | Giri     | Griglia |
| -- | ------------------ | ------------ | -------- | ------- |
| 44 | Shawn Giles        | Suzuki       | +6 giri  | 27º     |
| 50 | Norihiko Fujiwara  | Yamaha       | +10 giri | 8º      |
| 24 | Shoichi Tsukamoto  | Kawasaki     | +15 giri | 10º     |
| 69 | James Whitham      | Ducati       | +17 giri | 20º     |
| 37 | Simon Crafar       | Honda        | +18 giri | 12º     |
| 45 | Shin'Ya Takeishi   | Honda        | +20 giri | 13º     |
| 7  | Stéphane Mertens   | Ducati       | +21 giri | 22º     |
| 42 | Toshiyuki Arakaki  | Ducati       | +23 giri | 15º     |
| 36 | Valerio Destefanis | Ducati       | +23 giri | 34º     |
| 20 | Keiichi Kitagawa   |              | +24 giri | 2º      |

### Gara 2

#### Arrivati al traguardo[4]
| Pos. | Nº | Pilota               | Motocicletta | Tempo     | Griglia | Punti |
| ---- | -- | -------------------- | ------------ | --------- | ------- | ----- |
| 1º   | 1  | Scott Russell        | Kawasaki     | 38:38.123 | 5º      | 20    |
| 2º   | 2  | Carl Fogarty         | Ducati       | +0:00.668 | 3º      | 17    |
| 3º   | 20 | Keiichi Kitagawa     | Kawasaki     | +0:01.258 | 2º      | 15    |
| 4º   | 51 | Wataru Yoshikawa     | Yamaha       | +0:12.880 | 6º      | 13    |
| 5º   | 38 | Yasutomo Nagai       | Yamaha       | +0:17.195 | 1º      | 11    |
| 6º   | 35 | Anthony Gobert       | Honda        | +0:17.764 | 11º     | 10    |
| 7º   | 3  | Aaron Slight         | Honda        | +0:17.841 | 14º     | 9     |
| 8º   | 52 | Takuma Aoki          | Honda        | +0:22.496 | 17º     | 8     |
| 9º   | 8  | Terry Rymer          | Kawasaki     | +0:24.226 | 9º      | 7     |
| 10º  | 69 | James Whitham        | Ducati       | +0:24.999 | 20º     | 6     |
| 11º  | 50 | Norihiko Fujiwara    | Yamaha       | +0:25.337 | 8º      | 5     |
| 12º  | 62 | Noriyuki Haga        | Ducati       | +0:28.765 | 7º      | 4     |
| 13º  | 24 | Shoichi Tsukamoto    | Kawasaki     | +0:29.149 | 10º     | 3     |
| 14º  | 37 | Simon Crafar         | Honda        | +0:30.594 | 12º     | 2     |
| 15º  | 45 | Shin'Ya Takeishi     | Honda        | +0:31.982 | 13º     | 1     |
| 16º  | 23 | Doug Polen           | Honda        | +0:42.537 | 16º     |       |
| 17º  | 6  | Piergiorgio Bontempi | Kawasaki     | +0:48.891 | 19º     |       |
| 18º  | 57 | Akira Yanagawa       | Suzuki       | +0:49.197 | 18º     |       |
| 19º  | 55 | Adrien Morillas      | Kawasaki     | +1:03.131 | 25º     |       |
| 20º  | 56 | Ken'Ichiro Iwahashi  | Honda        | +1:03.196 | 23º     |       |
| 21º  | 31 | Alex Vieira          | Honda        | +1:03.906 | 24º     |       |
| 22º  | 43 | Makoto Suzuki        | Suzuki       | +1:18.452 | 30º     |       |
| 23º  | 58 | Tomohiko Kaneyasu    | Honda        | +1:18.479 | 32º     |       |
| 24º  | 73 | Tatsuro Arata        | Yamaha       | +1:19.622 | 33º     |       |
| 25º  | 44 | Shawn Giles          | Suzuki       | +1:29.103 | 27º     |       |
| 26º  | 53 | Ryuji Tsuruta        | Kawasaki     | +1:29.350 | 31º     |       |
| 27º  | 36 | Valerio Destefanis   | Ducati       | +1:35.534 | 34º     |       |
| 28º  | 63 | Shigemasa Miwa       | Honda        | +1 giro   | 37º     |       |
| 29º  | 71 | Hideki Tanimura      | Yamaha       | +1 giro   | 38º     |       |
| 30º  | 54 | Toshiya Kobayashi    | Honda        | +1 giro   | 28º     |       |
| 31º  | 46 | Hideo Senmyo         | Honda        | +1 giro   | 35º     |       |
| 32º  | 47 | Masato Mogi          | Yamaha       | +1 giro   | 39º     |       |
| 33º  | 39 | Masao Nakata         | Yamaha       | +1 giro   | 36º     |       |

#### Ritirati
| Nº | Pilota               | Motocicletta | Giri     | Griglia |
| -- | -------------------- | ------------ | -------- | ------- |
| 59 | Mauro Moroni         | Kawasaki     | +6 giri  | 40º     |
| 33 | Brian Morrison       | Honda        | +10 giri | 26º     |
| 7  | Stéphane Mertens     | Ducati       | +13 giri | 22º     |
| 40 | Katsuyoshi Takahashi | Yamaha       | +14 giri | 29º     |
| 4  | Fabrizio Pirovano    | Ducati       | +21 giri | 4º      |
| 42 | Toshiyuki Arakaki    | Ducati       | +24 giri | 15º     |
| 11 | Andreas Meklau       |              | +25 giri | 21º     |